# Введенка (Казахстан)
Вве́денка (каз. Введен) — село у складі Мендикаринського району Костанайської області Казахстану. Адміністративний центр Введенського сільського округу.
Населення — 701 особа (2021; 1052 у 2009, 1581 у 1999, 2036 у 1989).